# Marcello Modiano
Marcello Modiano (Salonicco, 7 aprile 1914 – Trieste, 22 settembre 1993) è stato un imprenditore e politico italiano, esponente della Democrazia Cristiana e già parlamentare europeo.

## Biografia
È stato eletto alle elezioni europee del 1979 per le liste della DC. È stato membro della Commissione giuridica e della Commissione per i trasporti.
Ha aderito al gruppo parlamentare del Partito Popolare Europeo.
È morto nell'ospedale di Cattinara, a Trieste, nel 1993, all'età di 79 anni.